# Martín Chirino
Martín Chirino López (Las Palmas de Gran Canaria, 1er mars 1925 - Madrid, 11 mars 2019) est un sculpteur espagnol. Cofondateur du groupe El Paso en 1957, Martín Chirino utilise principalement le fer et son travail s'inscrit dans l'art abstrait. Ses sculptures comprennent l'absence de composantes narratives ainsi qu'une richesse formelle et symbolique.

## Biographie

### Jeunesse et formation
Martín Chirino López est né à Las Palmas de Gran Canaria, sur la Plage de Las Canteras, le 1er mars 1925. Onzième de douze frères et sœurs, son père dirige les ateliers des chantiers navals de la Blandy Brothers Company au port de Las Palmas de Gran Canaria, où Chirino a son premier contact avec le métal.
Dans son adolescence, il rencontre Manolo Millares, avec qui il se lie d'amitié. Par la volonté de son père, il travaille pendant quelques années dans le monde naval. Il fait plusieurs voyages sur les côtes africaines (Maroc, Sahara, Sénégal, etc.) pour approvisionner les navires, expérience qui est présente dans son travail. Il commence son apprentissage de sculpteur à l'académie de Manuel Ramos.
En 1948, il se rend à Madrid où, après une première intention d'étudier la philosophie et les lettres, il entre à l'Académie royale des beaux-arts Saint-Ferdinand. Pendant quelques années, il complète sa formation avec son travail d'assistant auprès de Manuel Ramos, qui déménage à Madrid.

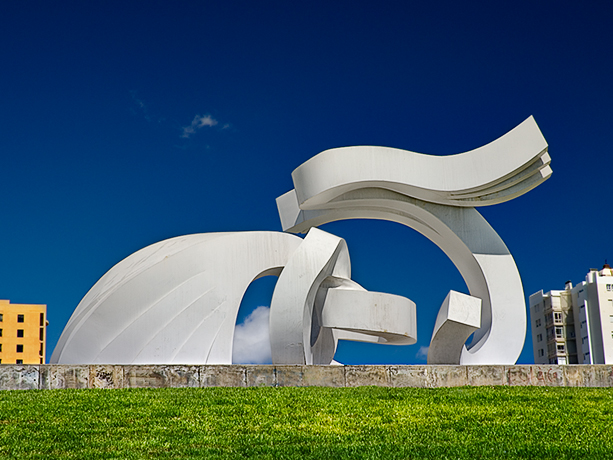
Lady Harimaguada (1996, acier patiné peint). Avenue Maritime (Las Palmas de Gran Canaria). Œuvre de Martin Chirino dédiée à la ville de Las Palmas de Gran Canaria.

En 1952, il termine ses études des Beaux-Arts et obtient le titre de professeur. L'année suivante, il se rend à Londres, où il suit les cours de la School of Fine Arts ; ce séjour lui permet de découvrir la sculpture anglaise contemporaine (Henry Moore, Barbara Hepworth). Il complète sa formation de sculpteur dans des ateliers de forge privés. Il retourne à Las Palmas de Grand Canaria, où il travaille en étroite collaboration avec son ami Manolo Millares.